# Gal·loni (proverbial)
Gal·loni, en llatí Gallonius, fou un romà la riquesa i golafreria del qual va esdevenir proverbial i a viure bé se li deia "viure com Gal·loni". Ho explica Ciceró. Fou probablement contemporani de Publi Corneli Escipió Africà el Jove i satiritzat per Gai Lucili i Horaci. El menjar que el va fer més famós era l'esturió (acipenser), que posava sovint a la seva taula, cosa que també menciona Plini el vell.